# Pierre Michaux

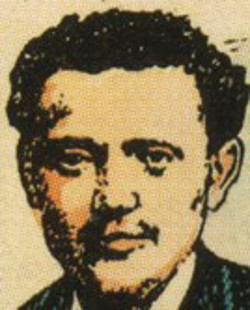
Pierre Michaux

Pierre Michaux (ur. 25 czerwca 1813 w Bar-le-Duc, zm. 1883 w Paryżu) – francuski wynalazca, z zawodu kowal. W 1861 roku wspólnie z synem Ernestem zbudował prototyp roweru, tzw. welocyped. Był to dwukołowy pojazd jednośladowy napędzany pedałami, nieposiadający łańcucha. Michaux założył wytwórnię welocypedów. 

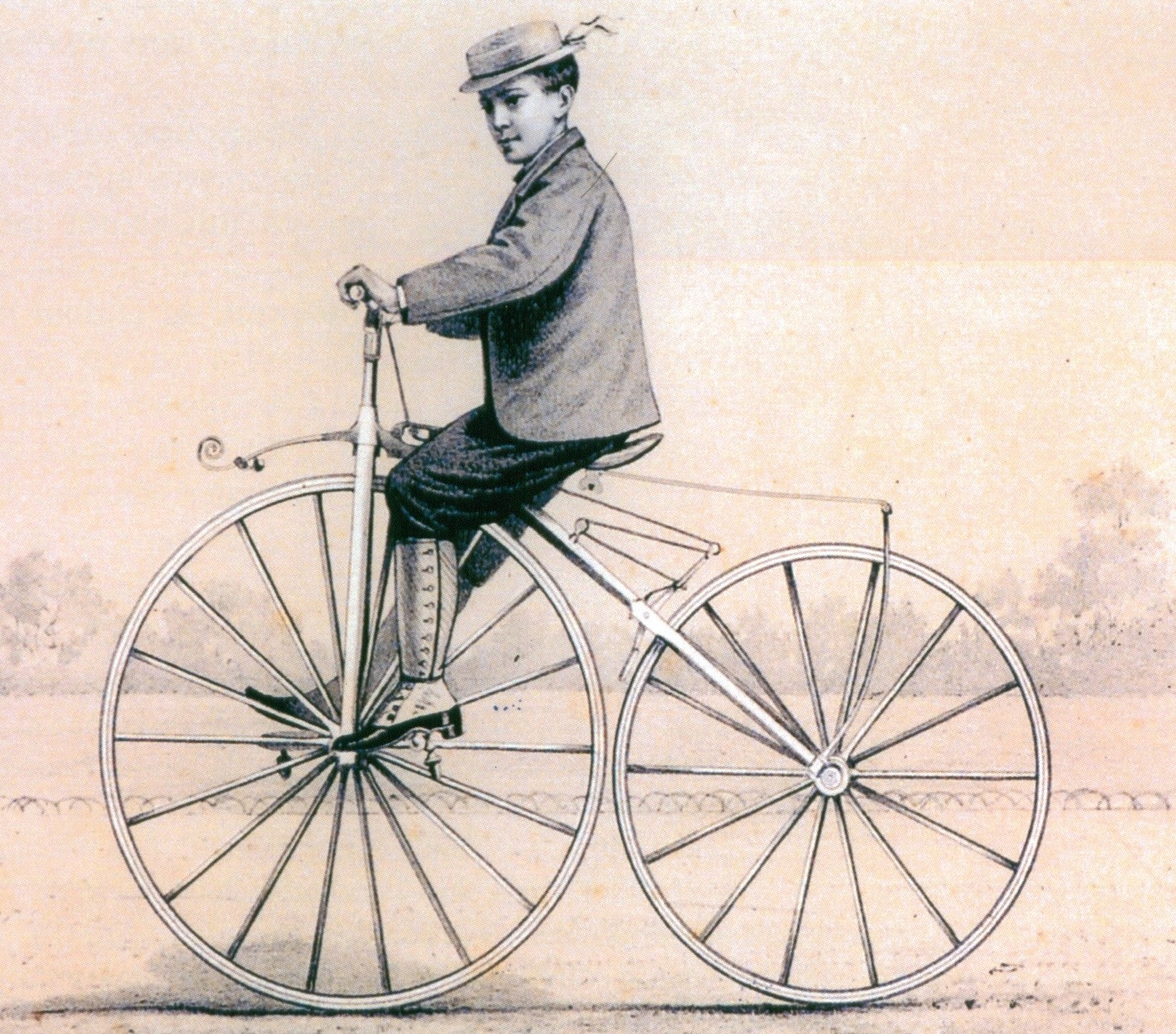
Welocyped konstrukcji Michauxa